# ハルユキノシタ
ハルユキノシタは、ユキノシタ科ユキノシタ属に分類される草本の植物。学名はSaxifraga nipponica。

## 画像

ハルユキノシタの花

## 特徴
日本固有種で、本州の関東地方から近畿地方の山地の岩上に生える多年草。
送出枝を出さず、根茎が横にはう。根出葉は通常5-16cmの葉柄があり、葉身は長さ2-6cm、幅2-7cmで、円形から腎円形をしていて、浅い切れ込みがあり縁に鋭鋸歯がある。ユキノシタ (Saxifraga stolonifera Curtis) と異なり葉は紅色を帯びない。葉と花茎には腺毛が生える。
花期は4-5月で、高さ20-30cmになる花茎を伸ばし、花序は集散状となる。花弁の上部3弁は広卵形で長さ3-5mm、付け根は濃い黄色を呈し、下部の2弁は白色で長さ10-25mmの長楕円形となり、垂れ下がる。おしべは10 本で長さは約5mmになり、葯は淡黄色または淡紅色になる。

### 下位分類
品種に花弁が紅色を帯びるベニバナハルユキノシタ (Saxifraga nipponica Makino f. rosea Togashi et Satomi)がある。